# Oumou Sangaré

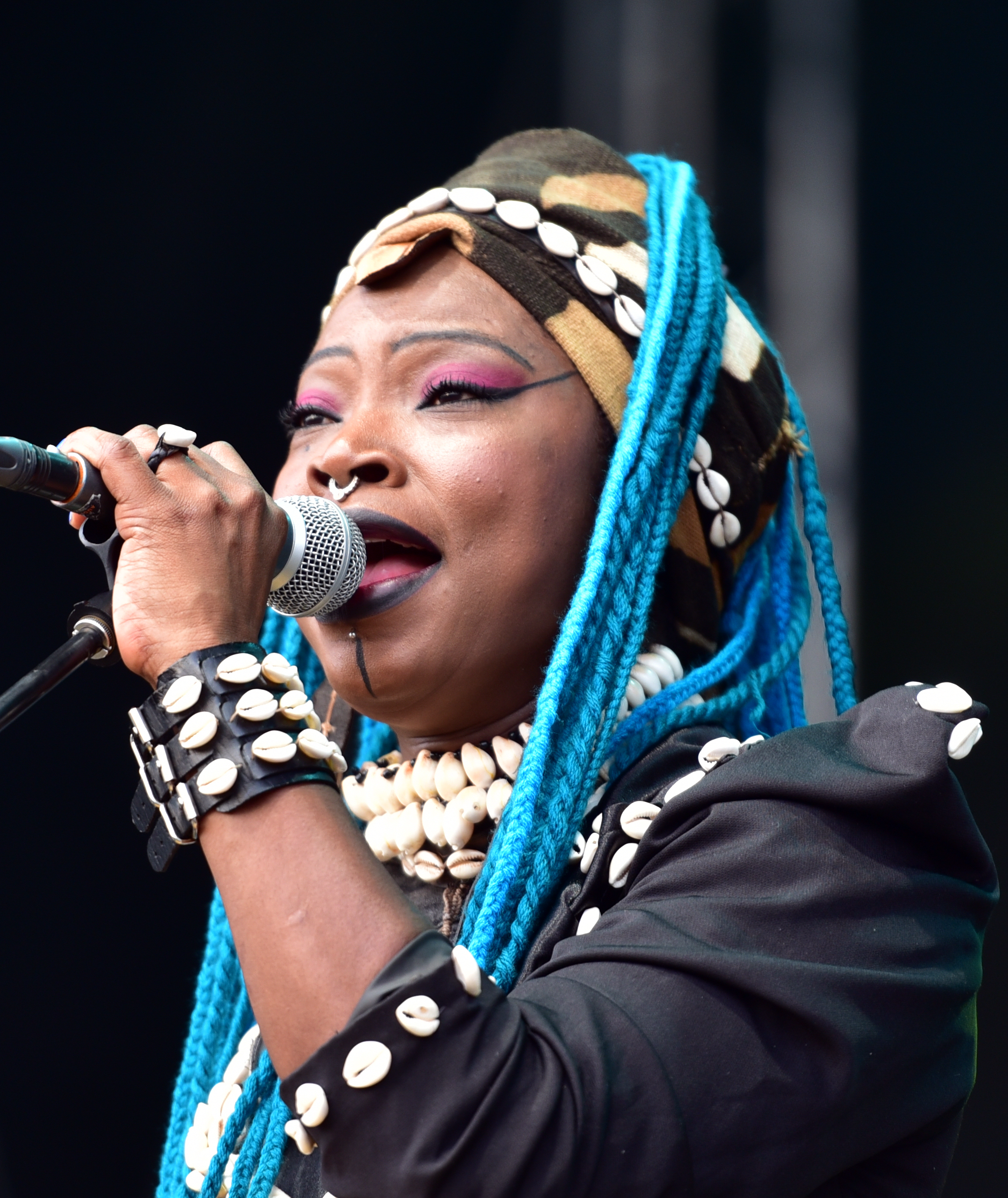
Oumou Sangaré auf dem Burg Herzberg Festival 2024

Oumou Sangaré (* 25. Februar 1968 in Bamako) ist eine malische Wassoulou-Sängerin.

## Leben
Als Sangaré zwei Jahre alt war, verließ ihr Vater die Familie und ließ sie mittellos zurück. Sangaré musste die Schule abbrechen, um auf der Straße Wasserbeutel an Passanten und Autofahrer zu verkaufen, um ihre Mutter finanziell zu unterstützen.

## Karriere

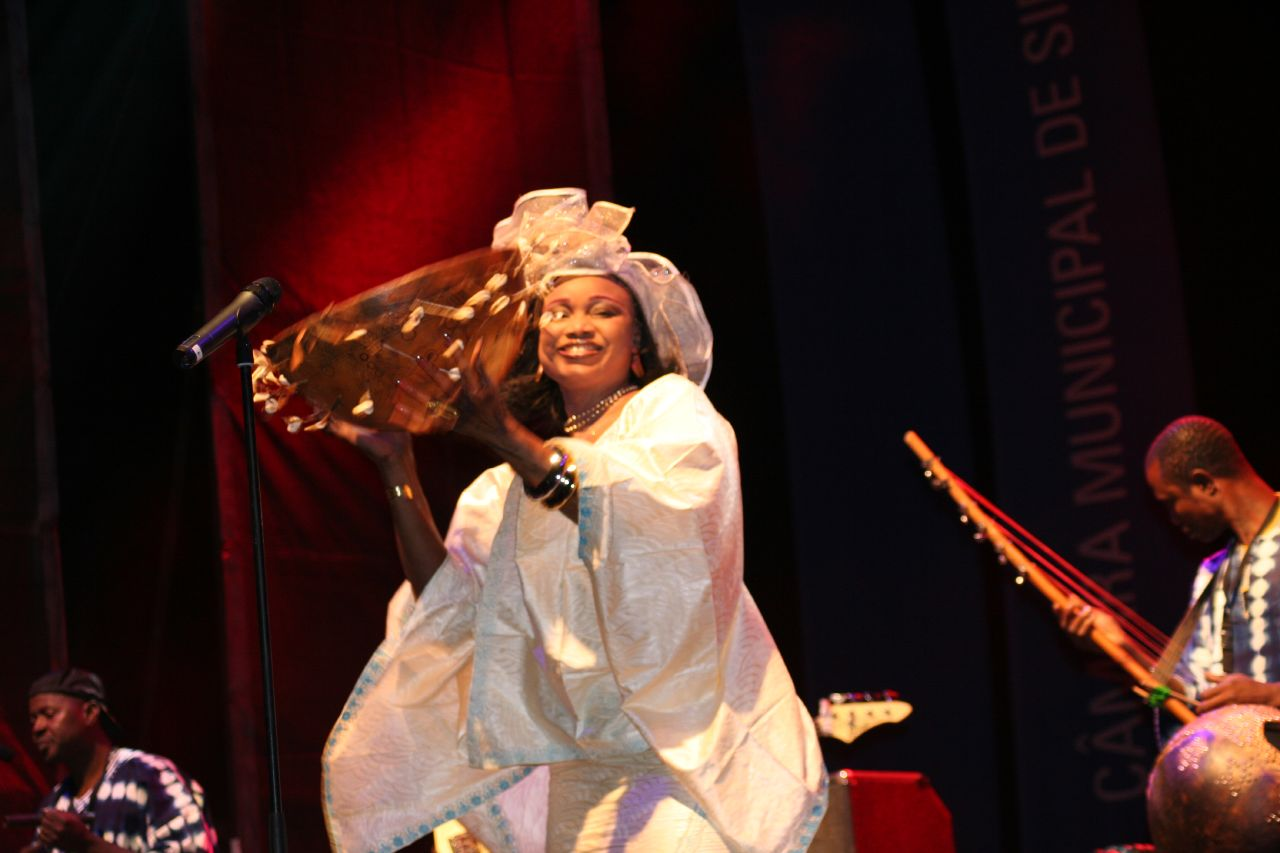
Sangaré beim FMM Festival das Musicas do Mundo in Sines, Portugal, 2007

Der Musikstil Wassoulou leitet sich von traditionellen Jagdliedern ab; die Musik wird von einer Calabash begleitet. Viele von Sangares Liedern betreffen Liebe und Ehe, besonders die Freiheit der Wahl in den Beziehungen. Durch ihre Songtexte bringt sie Themen in die Öffentlichkeit, die Tabus sind oder eine Provokation für ein muslimisch geprägtes Land. Als erste Sängerin Westafrikas kritisierte sie öffentlich Zwangsheirat und Vielehe. Sie ermutigt die jungen Menschen, etwas aus ihrem Leben zu machen.
Ihr Album Moussoulou war ein Erfolg in Westafrika. Im Jahr 1995 tourte sie gemeinsam mit Baaba Maal, Femi Kuti und Boukman Eksperyans. Ihr Song Saa Magni aus dem Album Oumou wurde in Ridley Scotts Film Königreich der Himmel aus dem Jahr 2005 eingesetzt. Er begleitete die Liebesszene der beiden Hauptcharaktere Balian und Sybilla.
Ihr Album Mogoya erschien 2017 nach einer 8-jährigen Pause der Künstlerin.
Nach der deutschen Wiedervereinigung weihte sie mit einem Song den Bundestag ein.
Sangaré betreibt eine Rinderfarm, ein Hotel und einen Vertrieb für chinesische Geländewagen.

## Diskografie

### Studioalben
- Moussoulou (1991)
- Ko Sira (1993)
- Worotan (1996)
- Oumou (2003)
- Seya (2009)
- Mogoya (2017)
- Acoustic (2020)
- Timbuktu (2022)

## Auszeichnungen
- 2003: Tamani d’Or
- 2024: Rolf-Schock-Preis.[4]

## Familie
Sangaré hat Verwandte in Berlin, Hamburg und Freiburg, eine ihrer jüngeren Schwestern ist in Deutschland verheiratet. Die Künstlerin hat einen Sohn.